# Édouard Michut
Édouard Michut (Aix-les-Bains 4 de março de 2003) é um futebolista francês que atua como meio-campista. Atualmente defende o Fortuna Sittard.

## Carreira

### Início
Nascido em Aix-les-Bains, uma comuna no sudeste da França, Michut iniciou sua trajetória no Le Chesnay 78, atuando no clube de setembro de 2009 a outubro de 2011. Depois, passou a integrar a base do Versailles 78 onde permaneceu até junho de 2015, migrando ao PSG em julho do ano seguinte. Na base do clube parisiense ganhou o apelido de "novo Verratti" (chegou a ser chamado de "novo Messi" também) por sua habilidade técnica e versalitilidade tática, atraíndo olhares de times grandes como o Manchester City, Juventus, Barcelona e Valencia.

### Paris Saint-Germain

#### 2020–21
Em 23 de julho de 2020, Michut assinou seu primeiro contrato profissional com o Paris Saint-Germain, sendo válido até 2023. Fez sua estreia profissional em 27 de fevereiro de 2021, na vitória de 4–0 sobre Dijon, entrando no lugar de Danilo Pereira aos 89 minutos de jogo. Em 18 de junho de 2021, extendeu seu contrato até 2025.

#### 2021–22
Em 18 de agosto de 2021, Michut foi descido ao Sub-19 do clube novamente. Fez sua estreia como titular na vitória de 4–0 sobre o Vannes no dia 3 de janeiro de 2022, em jogo válido pela Copa da França. Em 9 de julho de 2022, entrou no decorrer da partida e contribuiu com uma assistência para Thilo Kehrer fazer o gol do clube parisiense no empate de 1–1 com o Lyon, tornando-se o mais jovem atleta a dar uma assistência desde Mbappé (Michut tinha 18 anos e 311 dias e Kylian 18 anos e 298 dias). Integrou o elenco do PSG campeão da Ligue 1, atuando em cinco jogos da campanha.
Em 6 de julho de 2022, foi marcada uma reunião com Michut para decidir sobre seu futuro no clube, mas o atleta não compareceu. A reunião ocorreu no dia seguinte, onde acabou sendo advertido pela falta no compromisso e assinando um termo de serviço. Com isso, não foi integrado para o elenco principal do PSG para a pré-temporada em 12 de julho e foi colocado para treinar separado, junto com outros atletas da base.

#### Empréstimo ao Sunderland
Em 31 de agosto de 2022, foi anunciado como novo reforço do Sunderland para a disputa do EFL Championship, assinando por uma temporada e com opção de compra permanecente ao final da temporada. Sua estreia pelo Sund foi em 4 de outubro de 2022, num empate de 1–1 com o Blackpool e seu primeiro gol foi em 15 de março de 2023, a derrota por 2–1 para o Sheffield United. Ao fim do empréstimo, o clube inglês sinalizou que queria permanecer com Michut mas algumas discordâncias contratuais entre jogador e clube fizeram com que a compra não ocorresse. Disputou 28 partidas e fez um gol, retornando ao Paris Saint-Germain em 23 junho de 2023 após anúncio dos Blackcats.

## Seleção Francesa
Michut frequenta as categorias de base da França desde o Sub-16, tendo sido convocado para algumas rodadas das eliminatórias da Euro Sub-19 de 2022 em maio do mesmo ano e para alguns jogos do Sub-20 das eliminatórias para a Copa do Mundo Sub-20 em março de 2023.

## Estatísticas
Atualizadas até dia 14 de julho de 2023.
| Clubes              | Temporada         | Campeonato nacional | Campeonato nacional | Campeonato nacional | Copa nacional | Copa nacional | Copa nacional | Competições continentais | Competições continentais | Competições continentais | Outros torneios | Outros torneios | Outros torneios | Total | Total | Total   |
| Clubes              | Temporada         | Jogos               | Gols                | Assist.             | Jogos         | Gols          | Assist.       | Jogos                    | Gols                     | Assist.                  | Jogos           | Gols            | Assist.         | Jogos | Gols  | Assist. |
| ------------------- | ----------------- | ------------------- | ------------------- | ------------------- | ------------- | ------------- | ------------- | ------------------------ | ------------------------ | ------------------------ | --------------- | --------------- | --------------- | ----- | ----- | ------- |
| Paris Saint-Germain | 2020–21           | 1                   | 0                   | 0                   | 0             | 0             | 0             | 0                        | 0                        | 0                        | 0               | 0               | 0               | 1     | 0     | 0       |
| Paris Saint-Germain | 2021–22           | 5                   | 0                   | 1                   | 2             | 0             | 0             | 0                        | 0                        | 0                        | 0               | 0               | 0               | 7     | 0     | 1       |
| Paris Saint-Germain | Total             | 6                   | 0                   | 0                   | 2             | 0             | 0             | 0                        | 0                        | 0                        | 0               | 0               | 0               | 8     | 0     | 0       |
| Sunderland          | 2022–23           | 25                  | 1                   | 0                   | 3             | 0             | 0             | —                        | —                        | —                        | —               | —               | —               | 28    | 1     | 0       |
| Sunderland          | Total             | 25                  | 1                   | 0                   | 3             | 0             | 0             | 0                        | 0                        | 0                        | 0               | 0               | 0               | 28    | 1     | 0       |
| Total na carreira   | Total na carreira | 31                  | 1                   | 1                   | 5             | 0             | 0             | 0                        | 0                        | 0                        | 0               | 0               | 0               | 36    | 1     | 0       |

- a. ^ Jogos da Copa da França e Copa da Inglaterra
- b. ^ Jogos da
- c. ^ Jogos do

### Seleção Francesa
Atualizadas até dia 14 de abril de 2023.

#### Sub-16
| Ano   |       |      |         |
| Ano   | Jogos | Gols | Assist. |
| ----- | ----- | ---- | ------- |
| 2019  | 2     | 0    | 0       |
| Total | 2     | 0    | 0       |

#### Sub-17
| Ano   |       |      |         |
| Ano   | Jogos | Gols | Assist. |
| ----- | ----- | ---- | ------- |
| 2019  | 3     | 0    | 0       |
| Total | 3     | 0    | 0       |

#### Sub-19
| Ano   |       |      |         |
| Ano   | Jogos | Gols | Assist. |
| ----- | ----- | ---- | ------- |
| 2021  | 6     | 0    | 0       |
| 2022  | 3     | 0    | 0       |
| Total | 9     | 0    | 0       |

#### Sub-20
| Ano   |       |      |         |
| Ano   | Jogos | Gols | Assist. |
| ----- | ----- | ---- | ------- |
| 2023  | 2     | 0    | 0       |
| Total | 2     | 0    | 0       |

## Títulos
Paris Saint-Germain
- Ligue 1: 2021–22